# Pagiriai (Litouwen)
Pagiriai is een plaats in het Litouwse district Kaunas. De plaats telt 523 inwoners (2001).